# Silicon Valley (telessérie)

Logo da companha fictícia Hooli presente na série

Silicon Valley é um sitcom dos Estados Unidos, que conta a história de seis programadores que tentam construir uma carreira bem sucedida no Vale do Silício, Califórnia. A série teve sua estreia em 06 de abril de 2014 nos Estados Unidos pela HBO, e no dia seguinte no Brasil, pela mesma emissora. 

## Sinopse

### Primeira temporada (2014)
A primeira temporada conta  com oito episódios de em média 30 minutos cada. A série foi bem aclamada pela crítica especializada e público, conseguindo 84/100 no Metacritic após o lançamento do terceiro episódio. Richard é um programador que desenvolve um  algoritmo inovador na compressão de arquivos, que conforme a evolução da história ele sofre com um dilema entre vender sua criação para Gavin Belson (CEO da fictícia empresa Hooli) ou construir uma grande companhia startup com a ajuda do bilionário investidor Peter Gregory. A série mostra de uma forma satírica como é a vida no Vale do Silício e seus moradores, usando como uma das referências a experiência do criador da série Mike Judge quando trabalhou no Vale no final dos anos 80, como engenheiro de testes para a Parallax.

### Segunda temporada (2015)
No dia 21 de abril de 2014, a Nespresso confirmou a segunda temporada de Silicon Valley prevista para abril de 2015 contando com mais 10 episódios.

### Terceira temporada (2016)
Para a alegria dos fãs, a HBO confirmou, no dia 14 de abril de 2015, a terceira temporada da série com estreia no dia 24 de abril de 2016 , possuindo um total de 10 episódios.

### Quarta temporada (2017)
Antes da estreia da sexta temporada de Games Of Thrones, a HBO divulgou uma lista com séries renovada para novas temporadas, entre elas está Silicon Valley. A série foi renovada para a quarta temporada que estreou mundialmente no dia 27 de Abril de 2017.

### Quinta temporada (2018)
Foi confirmado que a quinta temporada estrearia no dia 25 de março de 2018. Porém, a nova temporada não contará com a presença de T.J. Miller, segundo uma reportagem do Hollywood Reporter. Segundo o criador da série, Mike Judge:  "Há muitas formas de descobrir quando alguém não quer mais fazer o programa. Não é divertido trabalhar com alguém que não quer estar lá, especialmente quando se é um dos protagonistas e há diversos membros da equipe e figurantes que não são tão bem pagos mas estão no set desde antes das 7h da manhã, apenas para ouvirem que não irão gravar no dia."

### Sexta temporada (2020)
Foi confirmado que as gravações para a sexta e última temporada começarão no verão de 2019, com estreia prevista para 2020 com 7 episódios.

## Elenco e personagens

### Personagens principais
- Thomas Middleditch como Richard.
- Josh Brener como Big Head.
- Kumail Nanjiani como Dinesh.
- Martin Starr como Gilfoyle.
- Christopher Evan Welch (28 de setembro de 1965 – 2 de dezembro de 2013)[10] como Peter Gregory.
- Zach Woods como Jared.
- T. J. Miller como Erlich.
- Amanda Crew como Monica.
- Matt Ross como Gavin Belson.

### Personagens recorrentes
- Bernard White como conselheiro espiritual de Gavin Belson.
- Porscha Coleman como Mochachino.
- Jimmy Ouyang como Jian Yang (estagiário).
- Aly Mawji como Aly Dutta.
- Ben Feldman como Ron LaFlamme
- Charan Prabhakar como Javeed.
- Andy Buckley como Carl Fleming.
- Jake Broder como Dan Melcher.
- Jill E. Alexander como Patrice.
- Andrew Daly como o doutor que aparece no primeiro episódio.
- Asif Ali como CEO da Kwerpy.
- Bobak Bakhtiari como CEO da Immedibug.
- Shainu Bala como CEO da Yoga Master.
- Juliocesar Chavez como Rogilio.
- Haley Joel Osment como Keenan Feldspar

### Participações especiais
- Eric Schmidt como si próprio.
- Kid Rock como si próprio.
- Jason Kincaid como si próprio.
- Flo-Rida como si próprio

## Episódios
| Ep. | Título                           | Direção      | Roteiro                                    | Exibição nos EUA    | Audiência nos EUA (mi) |
| --- | -------------------------------- | ------------ | ------------------------------------------ | ------------------- | ---------------------- |
| 1   | "Minimum Viable Product"         | Mike Judge   | John Altschuler, Dave Krinsky & Mike Judge | 06 de abril de 2014 | 1.98                   |
| 2   | "The Cap Table"                  | Mike Judge   | Carson Mell                                | 13 de abril de 2014 | 1.69                   |
| 3   | "Articles of Incorporation"      | Tricia Brock | Matteo Borghese & Rob Turbovsky            | 20 de abril de 2014 | 1.62                   |
| 4   | "Fiduciary Duties"               | Maggie Carey | Ron Weiner                                 | 27 de abril de 2014 | 1.55                   |
| 5   | "Signaling Risk"                 | Alec Berg    | Jessica Gao                                | 04 de maio de 2014  | 1.82                   |
| 6   | "Third Party Insourcing"         | Alec Berg    | Dan O'Keefe                                | 11 de maio de 2014  | 1.69                   |
| 7   | "Proof of Concept"               | Mike Judge   | Clay Tarver                                | 18 de maio de 2014  | 1.68                   |
| 8   | "Optim al Tip-to-Tip Efficiency" | Mike Judge   | Alec Berg                                  | 01 de junho de 2014 | 1.74                   |

## Recepção
Em sua primeira temporada, Silicon Valley teve aclamação por parte da crítica especializada. Com base de 36 avaliações profissionais, alcançou uma pontuação de 84% no Metacritic.